# Strafsache
Unter einer Strafsache versteht man den Gegenstand eines Rechtsstreits, der vor die ordentlichen Gerichte gehört und für den nicht entweder die Zuständigkeit von Verwaltungsbehörden oder Verwaltungsgerichten begründet ist oder auf Grund von Vorschriften des Bundesrechts besondere Gerichte bestellt oder zugelassen sind (§ 13 GVG).
Keine Strafsachen sind die  Ordnungswidrigkeiten, für deren Verfolgung die Verwaltungsbehörden zuständig sind (§ 1, §§ 35 ff. OWiG). Beamtenrechtliche Disziplinarklagen werden von den Verwaltungsgerichten bearbeitet (§ 34, § 45 Bundesdisziplinargesetz (BDG)). Für die Streitkräfte kann der Bund Wehrstrafgerichte als Bundesgerichte errichten (Art. 96 Abs. 2 GG), hat von dieser Möglichkeit bislang aber keinen Gebrauch gemacht.
Die sachliche Zuständigkeit der Strafgerichte (Amts-, Land-, Oberlandesgerichte sowie Bundesgerichtshof) ergibt sich aus dem Gerichtsverfassungsgesetz (§ 1 StPO, §§ 24–26, 74 ff., 120 ff., 135 GVG). Straftatbestände ergeben sich aus dem Strafgesetzbuch (StGB) und dem Nebenstrafrecht.
Das Strafverfahren ist in Deutschland in der Strafprozessordnung (StPO) gesetzlich geregelt. Das Verfahren im ersten Rechtszug beginnt grundsätzlich mit der Erhebung einer Klage durch die Staatsanwaltschaft (§ 151, § 152 StPO). Daneben gibt es noch die seltene Form der Erhebung einer Privatklage durch den Verletzten selbst (§§ 374 ff., § 381 StPO).
Das einer öffentlichen Klage vorangehende Ermittlungsverfahren stellt streng genommen noch keine Strafsache dar. Es wird allein durch die Staatsanwaltschaft betrieben. Das Gericht ist nur in Ausnahmefällen beteiligt (Ermittlungsrichter).
Die Anordnung über Mitteilungen in Strafsachen (MiStra) bestimmt, in welchen Fällen und in welchem Ausmaß Gerichte und Staatsanwaltschaften in Strafsachen zur Mitteilung personenbezogener Daten von Amts wegen an öffentliche Stellen für andere Zwecke als die des Strafverfahrens verpflichtet sind.